# Chioma Ubogagu
Chioma Grace Ubogagu (født 10. september 1992) er en kvindelig engelsk fodboldspiller, der spiller angreb for engelske Tottenham Hotspur i FA Women's Super League og Englands kvindefodboldlandshold.
Hun har tidligere spillet for amerikanske Orlando Pride og Houston Dash i National Womenøs Soccer League (NWSL), australske Brisbane Roar, engelske Arsenal og spanske Real Madrid. Ubogagu spillede også collegefodbold på Stanford University og var også med at til vinde U/20-VM i fodbold for kvinder 2012, for det amerikanske U/20-landshold. Den 31. juli 2021, skiftede Ubogagu til den engelske klub Tottenham Hotspur på en toårig kontrakt.
Hun fik debut for det engelske A-landshold, i 3–0-sejren mod Østrig den 8. november 2018.

## Landsholdstatistik
| Nr. | Dato             | Sted                                 | Modstander | Score | Resultat | Turnering    | Ref.  |
| --- | ---------------- | ------------------------------------ | ---------- | ----- | -------- | ------------ | ----- |
| 1   | 8. november 2018 | BSFZ-Arena, Maria Enzersdorf, Østrig | Østrig     | 1–0   | 3–0      | Venskabskamp | [ 4 ] |